# Doris Day
Doris Day, właściwie Doris Mary Ann Kappelhoff (ur. 3 kwietnia 1922 w Cincinnati, zm. 13 maja 2019 w Carmel Valley Village) – amerykańska aktorka, piosenkarka i działaczka społeczna pochodzenia niemieckiego. Nominowana do Oscara za pierwszoplanową rolę w filmie Telefon towarzyski (1959).

## Życiorys
W 1940 rozpoczynała karierę piosenkarki w zespole Boba Crosby’ego, później popularność zyskała podczas wspólnych występów z Frankiem Sinatrą i zespołem Artiego Shawa.
W 1948 zadebiutowała w filmie Romans na pełnym morzu. Była gwiazdą romantycznych komedii, w których partnerowały jej takie legendy kina, jak Clark Gable, Cary Grant, Rod Taylor czy Rock Hudson.
W 1956 wylansowała przebój „Que Sera, Sera (Whatever Will Be, Will Be)” (znany też jako „Que sera, sera”) z filmu Człowiek, który wiedział za dużo (1956) Alfreda Hitchcocka.
Była czterokrotnie zamężna. Jej jedyny syn Terry zmarł w 2004.

## Dyskografia
- You're My Thrill (1949)
- Young Man with a Horn (1950)
- Tea for Two (1950)
- Lullaby of Broadway (1951)
- On Moonlight Bay (1951)
- I'll See You in My Dreams (1951)
- By the Light of the Silvery Moon (1953)
- Calamity Jane (1953)
- Young at Heart (1954)
- Love Me or Leave Me (1955)
- Day Dreams (1955)
- Day by Day (1956)
- The Pajama Game (1957)
- Day by Night (1957)
- Hooray for Hollywood (1958)
- Cuttin' Capers (1959)
- What Every Girl Should Know (1960)
- Show Time (1960)
- Listen to Day (1960)
- Bright and Shiny (1961)
- I Have Dreamed (1961)
- Duet (1962)
- You'll Never Walk Alone (1962)
- Billy Rose's Jumbo (1962)
- Annie Get Your Gun (1963)
- Love Him (1963)
- The Doris Day Christmas Album (1964)
- With a Smile and a Song (1964)
- Latin for Lovers (1965)
- Doris Day's Sentimental Journey (1965)
- The Love Album (nagrany w 1967; wydany w 1994)
- My Heart (nagrany w 1985; wydany w 2011)

## Filmografia
- Romans na pełnym morzu (1948) – Georgia Garrett
- Godzina marzeń (1949) – Martha Gibson
- Wielkie uczucie (1949) – Judy Adams
- Młody człowiek z trąbką (1950) – Jo Jordan
- Herbatka we dwoje (1950) – Nanette Carter
- The West Point Story (1950) – Jan Wilson
- Storm Warning (1951) – Lucy Rice
- Nad księżycową zatoką (1951) – Marjorie „Marjie” Winfield
- Zobaczę Cię we śnie (1951) – Grace LeBoy – Kahn
- Kołysanka z Broadwayu (1951) – Melinda Howard
- Zwycięska drużyna (1952) – Aimee Alexander
- Kwiecień w Paryżu (1952) – Ethel „Dynamite” Jackson
- W świetle księżyca (1953) – Marjorie „Marjie” Winfield
- Calamity Jane (1953) – Calamity Jane
- Szczęściara (1954) – Candy Williams
- Young at Heart (1954) – Laurie Tuttle
- Kochaj albo odejdź (1955) – Ruth Etting
- Człowiek, który wiedział za dużo (1956) – Josephine „Jo” McKenna
- Julie (1956) – Julie Benton
- Piżamowa rozgrywka (1957) – Katherine „Babe” Williams
- Prymus (1958) – Erica Stone
- Tunel miłości (1958) – Isolde Poole
- To się zdarzyło Jane (1959) – Jane Osgood
- Telefon towarzyski (1959) – Jan Morrow
- Nie jedzcie stokrotek (1960) – Kate Mackay
- Mroczne koronki (1960) – Kit Preston
- Kochanku wróć (1961) – Carol Templeton
- Powiew luksusu (1962) – Cathy Timberlake
- Jumbo (1962) – Kitty Wonder
- A to historia (1963) – Beverly Boyer
- Posuń się kochanie (1963) – Ellen Wagstaff – Arden
- Nie przysyłaj mi kwiatów (1964) – Judy Kimball
- Nie przeszkadzać (1965) – Janet Harper
- Kosmiczne przygody Jennifer (1966) – Jennifer Nelson
- Ballada o Josie (1967) – Josie Minick
- Caprice (1967) – Patricia Fowler
- Gdzie byłeś, gdy zgasły światła? (1968) – Margaret Garrison
- With Six You Get Eggroll (1968) – Abby McClure